# Tomasz Kajetan
Tomasz Kajetan (wł. Tommaso de Vio; ur. 20 lutego 1469 w Gaecie, zm. 9 sierpnia 1534 w Rzymie) – włoski dominikanin (generał zakonu w latach 1508-1518), kardynał, teolog i filozof-tomista. Zapamiętany m.in. dzięki przesłuchaniu Marcina Lutra, które przeprowadził w 1518 jako legat papieski. W latach 1523–1532 opublikował w kilku tomach komentarze do Biblii, obejmujący dużą część Starego Testamentu i prawie cały Nowy Testament (z wyjątkiem Apokalipsy św. Jana). Kładł nacisk na poszukiwanie dosłownego znaczenia.

## Życiorys
Urodził się 20 lutego 1469 w Gaecie, jako syn Francesca Vio i Isabelli de Sieri. Na chrzcie otrzymał imię Jacopo. Jego rodzicie chcieli aby się ożenił, jednak Vio wybrał karierę duchowną. W wieku 15 lat wstąpił do zakonu dominikanów i rozpoczął studia w Bolonii, Padwie i Pawii. W 1492 roku uzyskał bakalaureat, a dwa lata później doktorat z teologii. W 1491 roku przyjął święcenia kapłańskie. Wkrótce potem został wykładowcą w Padwie, a potem w Brescii i Pawii. W 1507 roku został wikariuszem generalnym dominikanów, a dwa lata później – generałem zakonu. Był zwolennikiem reform i brał czynny udział w obradach soboru laterańskiego. 1 lipca 1517 roku został kreowany kardynałem prezbiterem i otrzymał kościół tytularny San Sisto. Jednocześnie zrezygnował z funkcji generała zakonu i został legatem a latere przed cesarzem Maksymilianem I. 8 lutego 1518 roku został wybrany arcybiskupem Palermo, a 1 maja przyjął sakrę. Ze względu na opozycję Senatu Sycylii, nigdy nie objął archidiecezji i ostatecznie zrezygnował z zarządzania w 1519 roku. Brał udział w sejmie Rzeszy w Augsburgu w 1518 roku, gdzie został poproszony przez elektora z Saksonii do zbadania tez Martina Lutra. Kajetan początkowo zajął otwarte stanowisko wobec Lutra, którego spotkał podczas obrad. Przepych kardynała, nielubiany przez Niemców, utwierdził augustianina o konieczności zdecydowanych reform. Rok później kardynał pomógł opracować dokument ekskomunikujący Lutra. W 1519 roku został biskupem Gaety. Usiłował uzyskać wsparcie cesarstwa w wojnie z Turkami oraz nakłonić Lutra do powrotu do Kościoła katolickiego. Był legatem na Węgrzech, w Polsce i Czechach. W 1527 podczas złupienia Rzymu musiał wykupić swoją wolność 5000 skudów. Był jednym z 19 kardynałów, którzy definitywnie potwierdzili ważność małżeństwa Henryka VIII z Katarzyną Aragońską. Zmarł 9 sierpnia 1534 roku w Rzymie.

## Dzieła
Dzieła Kajetana obejmują piśmiennictwo filozoficzne i teologiczne (m.in. z biblistyki).
- Opuscula omnia tribus tomis distincta, Lyon 1558; Wenecja 1558; Antwerpia 1612.
- Commentaria super tractatum de ente et essentia Thomae de Aquino; super libros posteriorum Aristotelis et praedicamenta, Wenecja 1506.
- In praedicabilia Porphyrii praedicamenta et libros posteriorum analyticorum Aristotelis castigatissima commentaria, 8 tomów, Wenecja 1587 i 1599.
- Super libros Aristotelis de Anima, Rzym 1512; Wenecja 1514; Paryż 1539.
- Summula de peccatis, Rzym 1525.
- Jentacula N.T., expositio literalis sexaginta quatuor notabilium sententiarum Novi Test., Rzym 1525.
- In quinque libros Mosis juxta sensum lit. commentarii, Rzym 1531; Paryż 1539.
- In libros Jehosuae, Judicum, Ruth, Regum, Paralipomenon, Hezrae, Nechemiae et Esther, Rzym 1533; Paryż 1546.
- In librum Job, Rzym 1535.
- In psalmos, Wenecja 1530; Paryż 1532.
- In parabolas Salomonis, in Ecclesiasten, in Esaiae tria priora capita, Rzym 1542; Lyon 1545; Paryż 1587.
- In Evangelia Matt., Marci, Lucae, Joannis, Wenecja 1530.
- In Acta Apostolorum, Wenecja 1530; Paryż 1536 (z Ewangeliami) .
- In Epistolas Pauli, Paryż 1532.
- Opera omnia quotquot in sacrae Scripturae expositionem reperiuntur, cura atque industria insignis collegii S. Thomae Complutensis, O.P., 5 tomów, Lyon 1639.

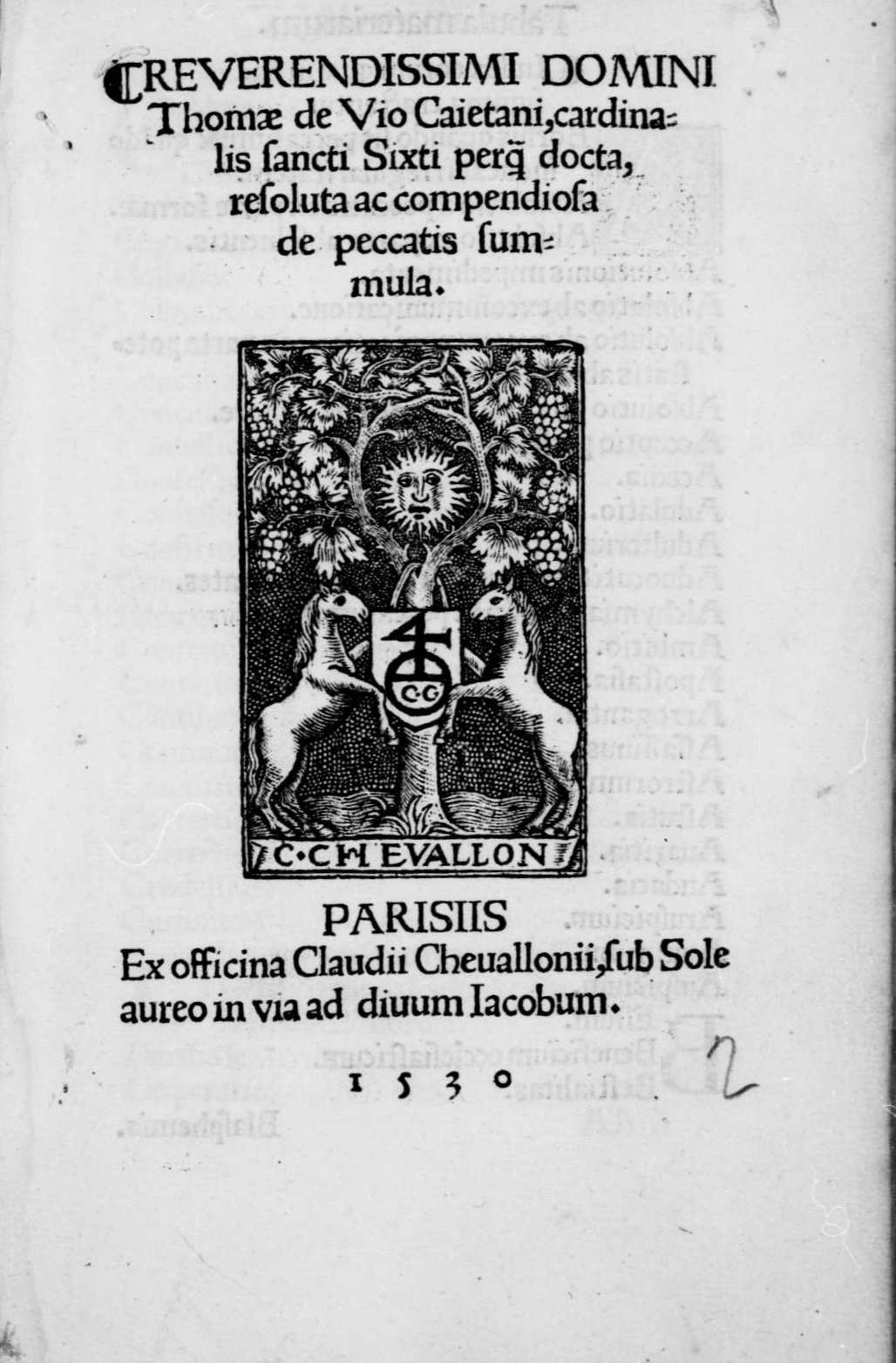
Summula Caietani, 1530
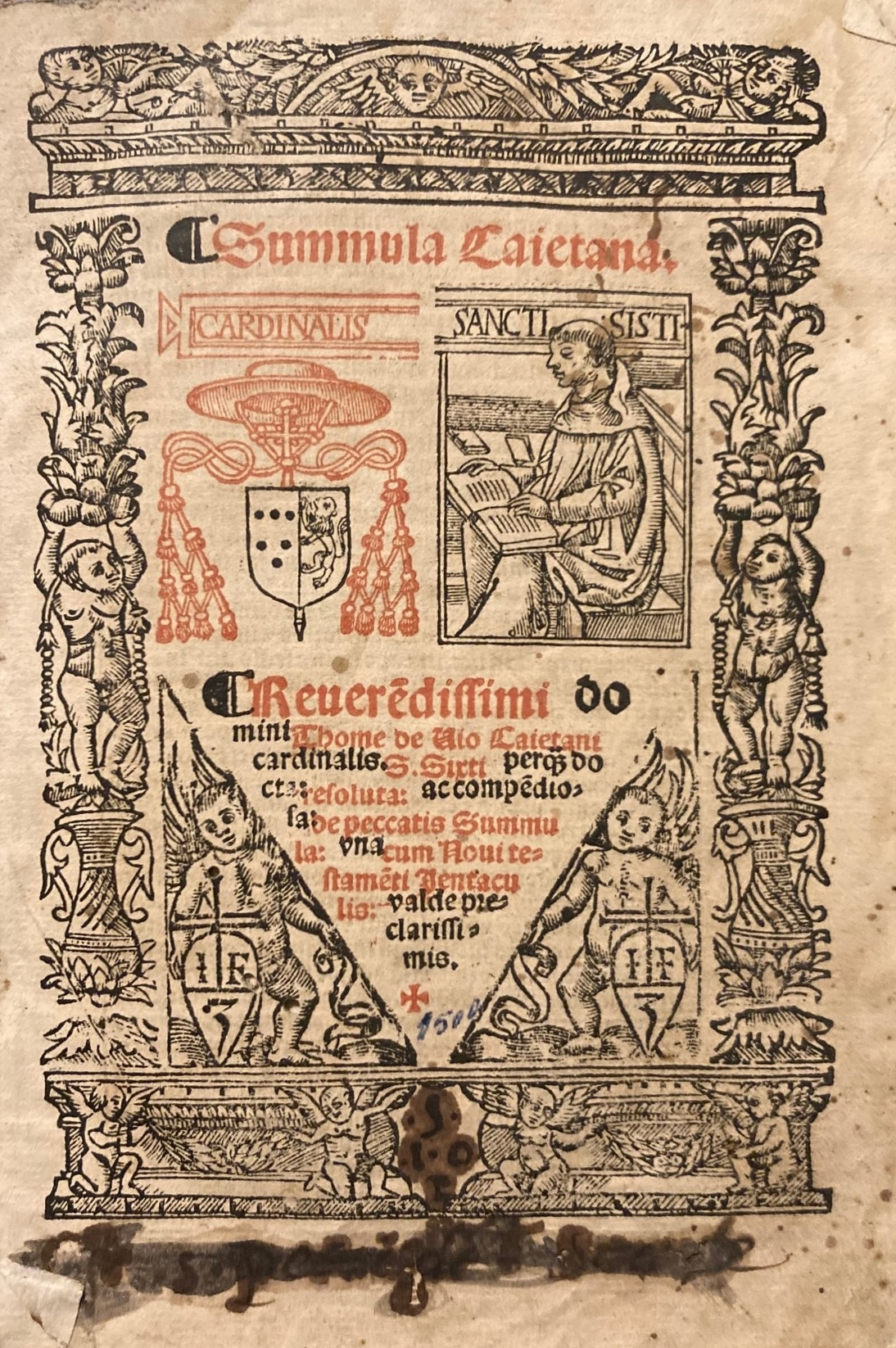
Summula Caietana, 1530
Opuscula omnia, 1596